# Loma del Cedro el Depósito
Loma del Cedro el Depósito är en ort i kommunen San José del Rincón i delstaten Mexiko i Mexiko. Samhället hade 552 invånare vid folkräkningen 2020.